# Mona (joc de cartes)
La mona és un joc de cartes en què hi poden jugar 3 o 4 persones.

## Normes
No es poden mirar les cartes dels altres. Només es pot fer una parella a cada tirada, per evitar que la partida s'acabi molt aviat. Si les cartes estan en ordre, és imprescindible barrejar-les molt bé per evitar que surtin moltes parelles a la vegada. Sempre ha de començar el jugador de la dreta del que ha repartit les cartes.

## Dinàmica del joc
Primer es barregen totes les cartes. Després s'agafa una carta qualsevol o la nº 10, i s'amaga fins al final de la partida. A continuació es reparteixen entre tots els jugadors les cartes que queden. Quan ja s'han repartit totes les cartes, ja es pot començar el joc.
Seguidament s'han de trobar les parelles: dos sisos, dos asos... i s'han de posar en un munt a part. Quan tothom s'ha tret del damunt totes les parelles, comença el jugador de la dreta del que ha repartit les cartes. Aquest ha d'agafar-li una carta al jugador de la seva dreta, mira si fa parella amb alguna de les seves cartes i, si fa parella, les treu. Després passa el torn al de la seva dreta. I així es continua, fins que un jugador només tingui la carta que no té parella. Aquest és el qui perd.